# Leptogenys australis
Leptogenys australis é uma espécie de formiga do gênero Leptogenys, pertencente à subfamília Ponerinae.